# Ward Cheney
Ward Cheney   (Gettysburg, 28 de juny de 1929 - Austin, 13 de juliol de 2016) va ser un matemàtic estatunidenc.

## Vida i Obra
El seu pare era un físic que treballava, juntament amb la seva esposa, per l'organització de consumidors estatunidenca i es desplaçaven per diferents destins. Cheney va cursar els estudis secundaris a Bethlehem (Pennsilvània) i va començar els estudis universitaris el 1947 en aquesta mateixa localitat a la universitat de Lehigh. En graduar-se el 1952, va anar a la universitat de Kansas on va obtenir el doctorat el 1957 mentre feia de professor ajudant.
Després d'uns anys treballant a la indústria aeronàutica a Califòrnia, va començar la seva carrera acadèmica el 1961 a la universitat d'Iowa. El 1962 va passar a la universitat de Califòrnia a Los Angeles i, finalment, el 1965 a la universitat de Texas a Austin, en la qual es va retirar l'any 2005. Els darrers anys de la seva vida els va passar en uns habitatges tutelats a Austin patint la progressiva malaltia d'Alzheimer, fins que va morir el 2016.
Els treballs de recerca de Cheney van ser en els camps de la teoria de l'aproximació i de l'anàlisi numèrica. Potser el seu llibre més notable sigui Introduction to Approximation Theory (1966) reeditat i traduït diverses vegades. El 2001 també va publicar un notable llibre de text: Analysis for Applied Mathematics. També va publicar un centenar d'articles científics.